# Acianthera javieri
Acianthera javieri är en orkidéart som beskrevs av Fredy Archila. Acianthera javieri ingår i släktet Acianthera och familjen orkidéer. Inga underarter finns listade i Catalogue of Life.